# Fenyő-kénvirággomba
A fenyő-kénvirággomba (Hypholoma capnoides) a harmatgombafélék családjába tartozó, Eurázsiában és Észak-Amerikában honos, korhadó fenyőtörzseken élő, ehető gombafaj. 

## Megjelenése
A fenyő-kénvirággomba kalapja 2-6 cm széles, alakja fiatalon domború, majd kiterül. felszínét kezdetben selymes fátyolmaradványok borítják, később csupasz. Nedves időben kissé nyálkás, egyébként száraz. Színe sárgásbarna, narancsbarna, a szélén legtöbbször krémszínű.
Húsa vékony, fehéres vagy sárgás. Kellemes, gyenge szagú és ízű. 
Lemezei tönkhöz nőttek. Színük fiatalon fehéres, majd szürkés, idősen szürkéskék.
Tönkje 4-10 cm magas és 0,5-1 cm vastag. Idősen üregesedik. Felülete kissé szálas vagy pelyhes. Felül krémszínű, lejjebb sárgás, a tövénél rozsdaszínű.
Spórapora lilásbarna. Spórája ellipszis alakú, sima, mérete 6-7,8 x 3,5-4,5 µm.

### Hasonló fajok
A mérgező sárga kénvirággomba és a nem ehető vöröses kénvirággomba hasonlít hozzá. 

## Elterjedése és termőhelye
Európában, Észak-Ázsiában és Észak-Amerikában honos. Magyarországon ritka.  
Fenyvesekben él, ahol az elhalt fatörzsek, tuskók (főleg lucfenyőn) anyagát bontja. Inkább a hegyvidéki erdőkben gyakori. Márciustól decemberig terem.
Ehető, de figyelemmel kell venni a mérgező gombákkal való összetéveszthetőségére. 

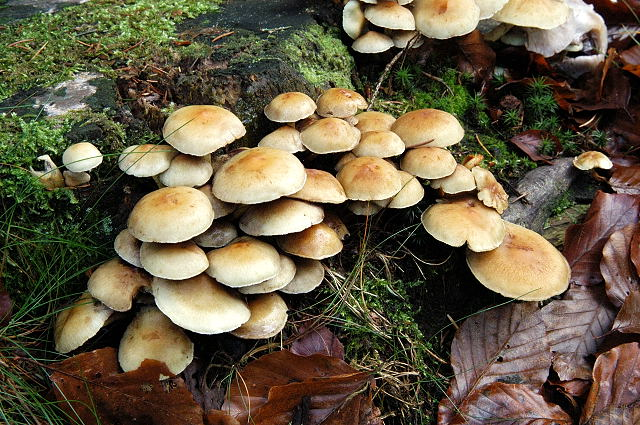
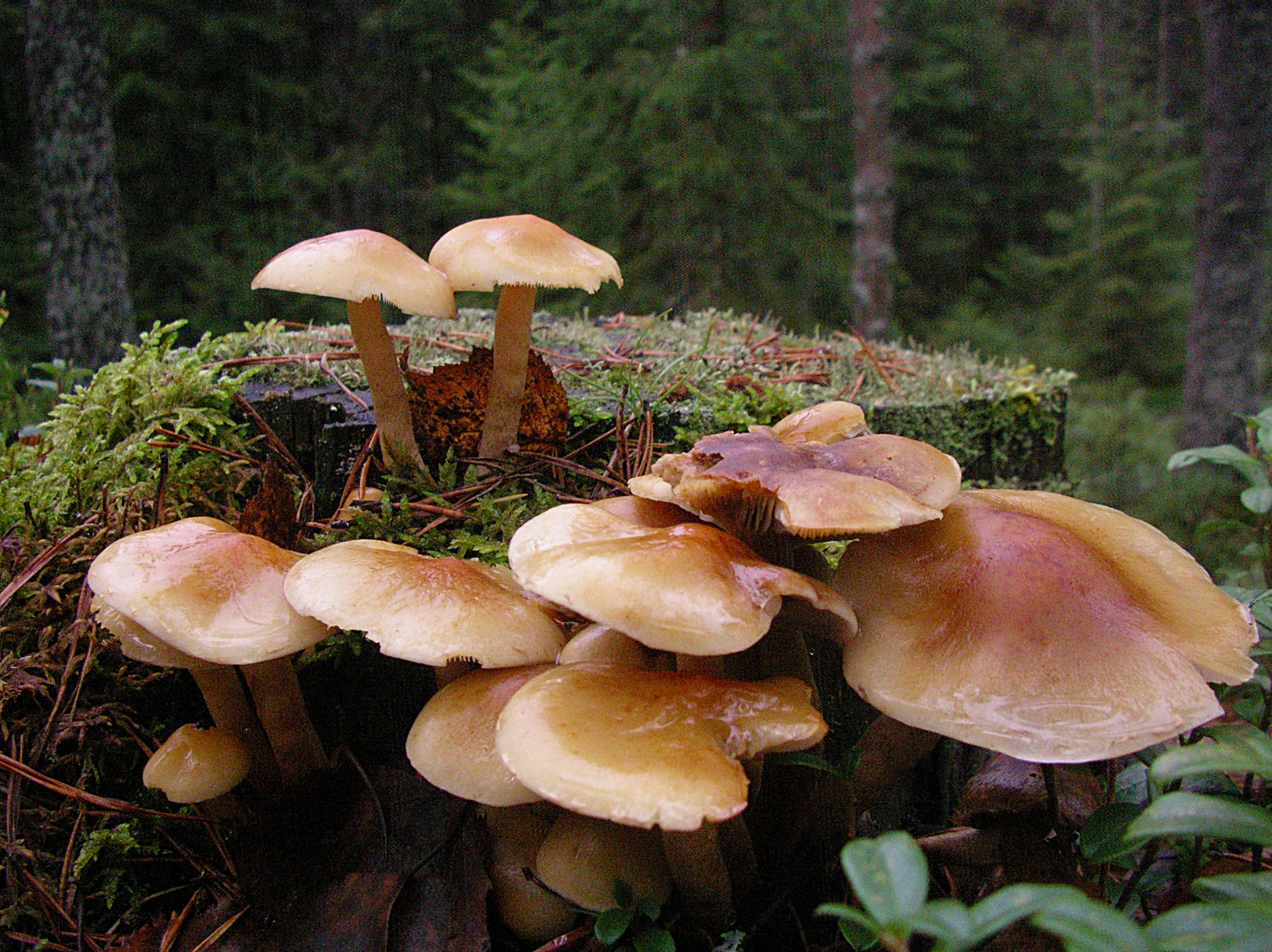
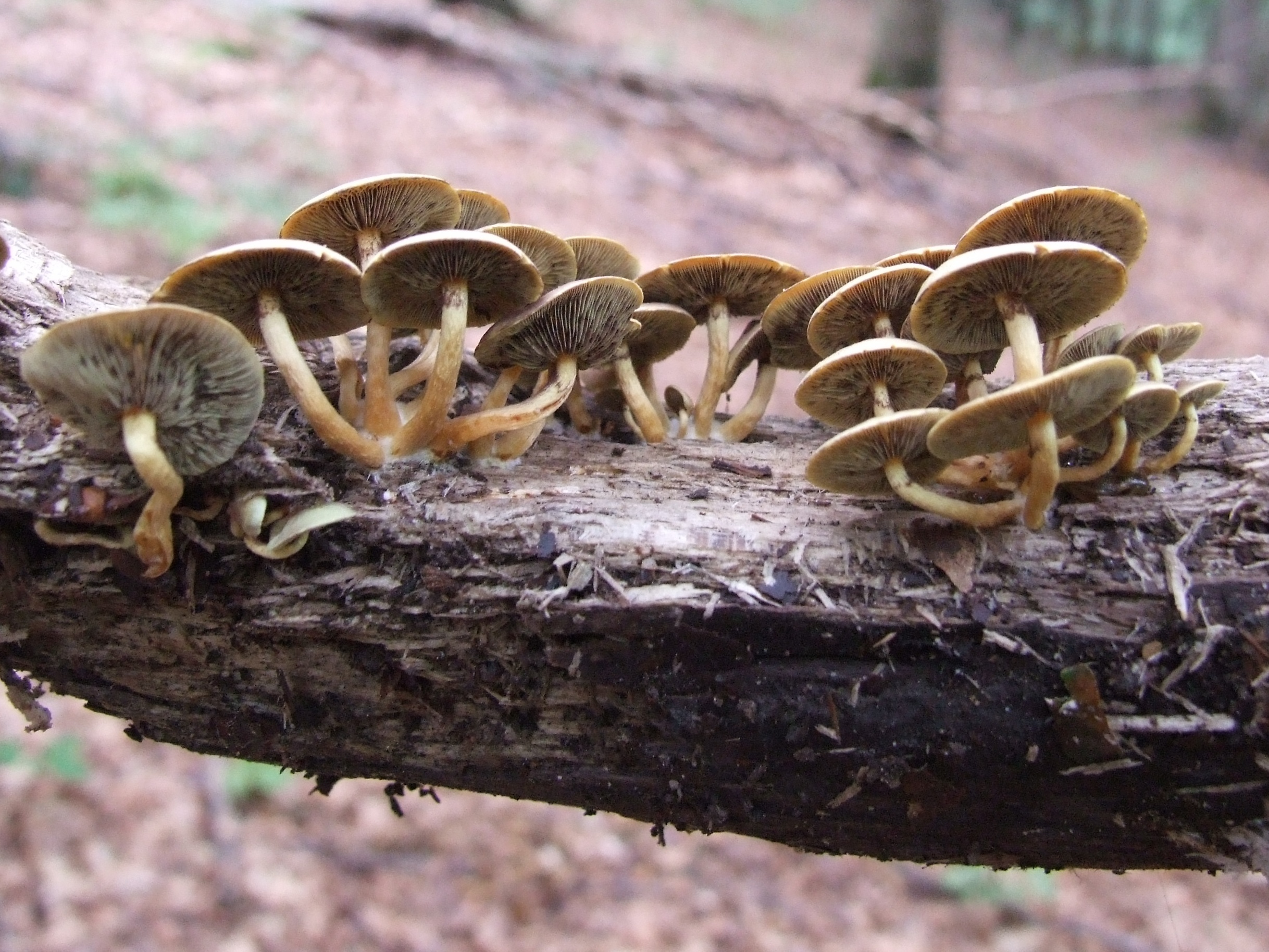
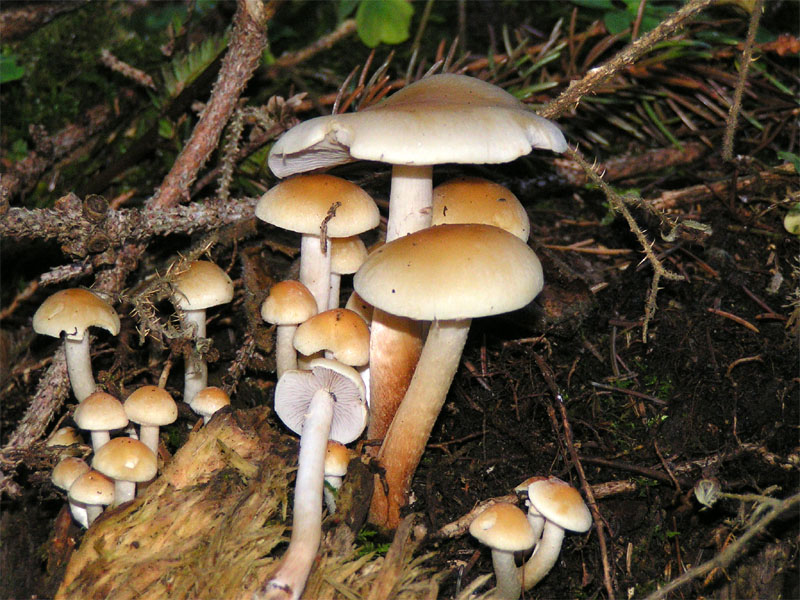
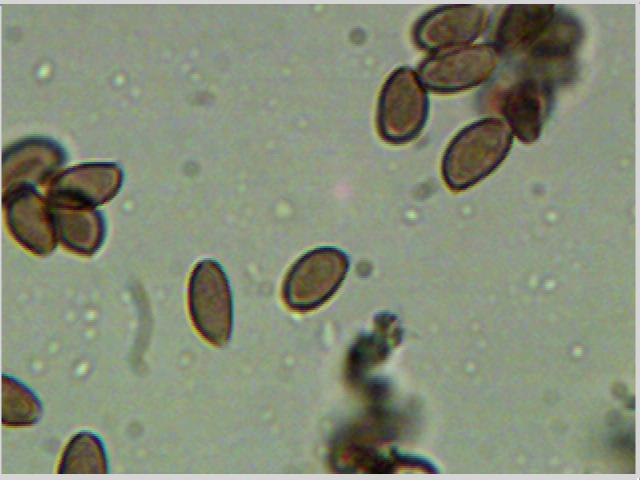